# Політика Бутану
Королівство Бутан — конституційна монархія. Правляча династія, яка прийшла до влади в 1907 році, встановила абсолютну монархію. З 1950 року королі поступово проводили курс демократизації суспільства. У Бутані главою держави є король. Виконавчу владу здійснює уряд Бутану, очолюваний прем'єр-міністром. Законодавча влада належить двопалатному парламенту: верхня палата — Національна рада і нижня палата — Національна асамблея. 22 квітня 2007 року був опублікований королівський указ, який, напередодні виборів до Національної ради, скасовував заборону на політичні партії. У 2008 році в Бутані була прийнята перша сучасна конституція.

## Суверенітет
У мешканців Бутану історично ніколи не було сумнівів щодо їх національного суверенітету. Бутан ніколи не був колонізований. Однак геополітичні інтереси Бутану завжди були тісно пов'язані з Індією, а до цього з Британією. Бутан розглядався як сюзерен Британії, створений під час її колоніальної історії. Зовнішня та оборонна політика проводилася відповідно до договору з Британією від 1910 року. Бутан не накладав на себе істотних зобов'язань. Однак наслідком договору стала самоізоляція країни. У 1949 році, після здобуття Індією незалежності, Бутан та Індія підписали договір, за яким Індія погодилася не втручатися у внутрішні справи Бутану, а Бутан погодився «керуватися порадами уряду Індії у зовнішніх відносинах» (стаття 2). Договором також були передбачені вільна торгівля і видача злочинців між двома країнами.
Хоча основні міжнародні відносини Бутану пов'язані з Індією, він у той же час прагне затвердити свій суверенітет, не втрачаючи гарних відносин з Індією.
У статті 2 договору 1949 року не приділялась увага іншим зовнішньополітичним зв'язкам Бутану і його спробам демаркації кордону з Китаєм.
У лютому 2007 року індо-бутанський договір про дружбу був істотно переглянутий, були усунуті всі сумніви про суверенітет і незалежність Бутану.

## Органи влади
Згідно з конституцією Бутану влада складається з трьох основних органів — виконавчої, законодавчої і судової, крім цього існує неполітична Комісія у справах монастирів (Dratshang Lhentshog) школи Друкпа Каг'ю. Світська і релігійна влада в країні єдині і виражені в особі Друк Г'ялпо (короля Бутану).
Поділ світської влади не є абсолютним. Є також багато незалежних комісій, агентств та інституцій, які працюють за межами цих органів, таких як Королівське валютне управління Бутану і виборча комісія. Є також установи, членами яких є представники більш ніж одного органу влади, такі як суди. Деякі міністерства в уряді, такі як Міністерство внутрішніх справ і культури, делегують повноваження у допоміжні департаменти. Контроль над законодавчою владою переданий місцевим органам влади.

### Виконавча влада
| Посада          | Ім'я                          | Партія                     | З якого часу    |
| --------------- | ----------------------------- | -------------------------- | --------------- |
| Король          | Джігме Кхесар Намг'ял Вангчук |                            | 15 грудня 2006  |
| Прем'єр-міністр | Джігме Тінлей                 | Партія миру та процвітання | 24 березня 2008 |

Главою держави є Друк Г'ялпо («Драконовий Король»). Хоча його титул є спадковим, він повинен піти на пенсію по досягненню 65-річного віку, він також може бути відправлений у відставку консенсусом з 2/3 голосів членів парламенту. До 2008 року існував аналогічний процес зречення відповідно до якого короля могла право змусити відректися від престолу однопалатна Національна асамблея (Цогду).
Дже Кхемпо є вищим релігійним ієрархом Бутану і главою Комісії у справах монастирів (Dratshang Lhentshog). Він вважається найближчим і найавторитетнішим радником короля Бутану. 71-м і нинішнім Дже Кхемпо є Трулку Джігме Чхоеда.
Главою уряду Бутану є прем'єр-міністр. Прем'єр-міністр призначається партією, що отримала більшість місць у Національній асамблеї.
У 1998 році виконавчі повноваження короля були передані уряду. Кандидати в міністри обираються Національною асамблеєю на п'ятирічний термін з членів законодавчих зборів. Уряд очолюється прем'єр-міністром. Прем'єр-міністр переобирається щорічно з п'яти кандидатів, які наберуть найбільшу кількість голосів. У 2005 році в проєкт Конституції Бутану було включено положення про двопартійну демократичну систему, яке було прийнято через чотири роки. Раніше кандидатів у міністри висував король, а обирала Національна асамблея на п'ятирічний термін. Існувала також Королівська консультативна рада, члени якої призначалися королем.

### Законодавча влада

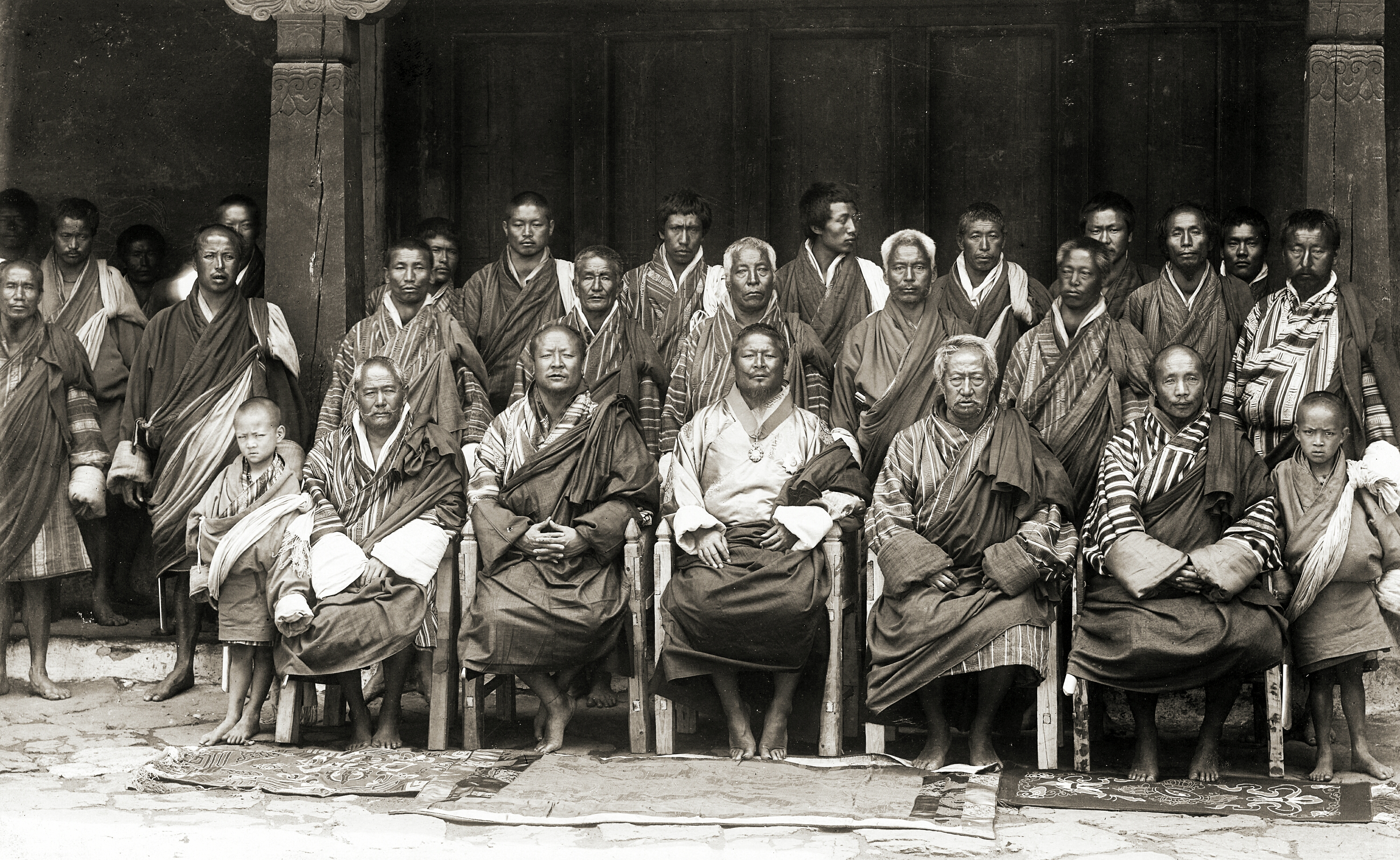
Уг'єн Вангчук зі своїми радниками в Пунакха, Бутан

Згідно з Конституцією 2008 року, законодавчу владу обирають на загальних виборах. Бутанський парламент двопалатний, складається з Національної ради (верхня палата) і Національної асамблеї (нижня палата).
До 2008 року законодавчою владою Бутану був однопалатний Цогду. У ньому було 150 депутатів, які обиралися на трирічний термін по одномандатних округах, 34 призначених депутатів і 10 членів від буддійських ченців. Відмінною особливістю виборчого права того часу було те, що один голос мала не окрема людина, а родина.

#### Політичні партії і вибори
| Партія                             | Проголосували | %      | Місць |
| ---------------------------------- | ------------- | ------ | ----- |
| Партія миру та процвітання         | 169 490       | 67,04  | 45    |
| Народно-демократична партія Бутану | 83 522        | 32,96  | 2     |
| Всього голосів (явка 79,4 %)       | 253 012       | 100,00 | 47    |

У Бутані за політичними партіями, виборами і референдумами спостерігає виборча комісія, незалежний урядовий контрольний орган.
Кандидати повинні бути неупередженими, проте політичні партії можуть різко критикувати кандидатів на місця в Національній асамблеї. Партія, що отримала більшість місць, призначає прем'єр-міністра. Першим і нинішнім прем'єр-міністром Бутану є Джігме Тінлей, який очолює Партію миру і процвітання.
Впливовими політичними групами є буддійське духівництво; етнічні непальські організації, які проводять військові антиурядові компанії; індійське співтовариство торговців і Об'єднаний фронт за демократію у вигнанні.

### Судова влада
Правова система Бутану заснована на законах, прийнятих Шабдрунгом Нгаванг Намґ'ялом в XVII столітті під впливом англо-індійського загального права. Згідно з конституцією 2008 року, судова влада складається з Верховного суду, Вищого суду і двадцяти судів дзонгхагів . Додатково, суди дунгхагів є судами першої інстанції. Вищий суд є судом першої апеляції, а Верховний суд є судом вищої інстанції. Верховний суд також має первісну юрисдикцію над конституційними питаннями і питаннями державного значення, переданими на розгляд королю. Судді Верховного та Вищого судів призначаються королем.
До 2008 року в Бутані остаточною апеляційною інстанцією був король, а місцеві суди розглядали тільки незначні злочини. Королівський Вищий суд був вищою судовою інстанцією в країні і володів первісною юрисдикцією у двадцяти дзонгхагах. Судді призначалися королем і могли бути відкликані в будь-який час.

#### Правова система
Система кримінального правосуддя полягає в судовому розгляді колегією суддів. Прокурор прагне отримати визнання провини з обвинувачених. Якщо це відбудеться швидко, вирок може бути м'яким. Якщо провина очевидна, але обвинувачений відмовляється визнати це, вирок може бути, відповідно, важче. Судді можуть припинити справу через відсутність доказів у будь-який час. Нинішнє законодавство більш жорстко вимагає необхідності доказів провини, забезпечуючи захист від тривіального або помилкового звинувачення. Обвинувачені в дрібних кримінальних злочинах можуть бути судимі окружним суддею (Dzongkhag Court).
В Бутані не діють рекомендації Міжнародного суду ООН.

## Адміністративно-територіальний поділ
Бутан розділений на 20 районів (дзонгхагів): Бумтанг, Вангді-Пходранг, Гаса, Дагана, Жемганг, Лхунце, Монгар, Паро, Пемагацел, Пунакха, Самдруп-Джонгхар, Самце, Сарпанг, Тронгса, Трашіганг, Трашіянгце, Тхімпху, Хаа, Ціранг, Чукха.

## Участь у міжнародних організаціях
Бутан є членом організацій: АзБР, Bay of Bengal Initiative for Multi-Sectoral Technical and Economic Cooperation, План Коломбо, United Nations Economic and Social Commission for Asia and the Pacific, ФАО, G-77, МБРР, ІКАО, МАР, Міжнародний фонд сільськогосподарського розвитку, МФК, МВФ, Intelsat, Інтерпол, МОК , МТС, Рух неприєднання, ОЗХО, СААРК, ООН, ЮНКТАД, ЮНЕСКО, ЮНІДО, ВПС, ВООЗ, ВОІВ, ВМО, Всесвітня туристична організація.

## Збереження традиційної культури
Кодифікація бутанської культури сходить до Шабдрунга Нгаванг Намґ'яла, тибетського лами і воєначальника, що об'єднав Бутан в єдину національну державу в XVII столітті. Нгаванг Намґ'ял прагнув об'єднати країну не тільки політично, але й культурно. Він впровадив Дріглам Намжа — правила поведінки та етикету. Ці правила були покликані заохочувати прояв бутанської ідентичності.
У 1960-х роках владою Бутану були введені 5-річні плани по збереженню і зміцненню національних традицій, оскільки значна частина населення Бутану, в основному молодь, зазнала впливу зовнішніх культур і течій. На цей період також припадає помітне збільшення іммігрантів з Непалу та Індії, більшість з яких осіли на півдні серед лхоцампа.
До 1980-х років уряд зрозумів необхідність забезпечення домінування культури нгалоп. У 1989 році уряд рекомендував носіння одягу згідно з Дріглам Намжа. Всі громадяни були зобов'язані дотримуватися дрес-коду (ґхо і кіра) в громадських місцях в робочий час. Цей указ викликав обурення у індуїстів лхоцампа, які були проти носіння одягу нгалоп. Але уряд не вважає за потрібне послаблювати вимоги, щоб не виникло проблем в демографічному та культурному плані. Через етнічну напруженість в таборах біженців в Непалі до 2008 року, за оцінками, налічувалось 107 000 біженців та осіб, які просять притулку, в основному лхоцампа. На січень 2010 року, за оцінками, їх залишалося 90 078 осіб.